# Неверово-Слободское сельское поселение
Неверово-Слободско́е се́льское поселе́ние — упразднённое муниципальное образование в составе Пестяковского района Ивановской области.
Административный центр — деревня Неверово-Слобода.

## История
Неверово-Слободское сельское поселение образовано в соответствии с Законом Ивановской области от 25 февраля 2005 года № 47-ОЗ.
Законом Ивановской области от 6 мая 2015 года № 33-ОЗ, Демидовское, Неверово-Слободское и Пестяковское сельские поселения преобразованы, путём объединения, в Пестяковское сельское поселение с административным центром в посёлке Пестяки.

## Население
| 2002 | 2010 | 2011 | 2012 | 2013 | 2014 | 2015 |
| ---- | ---- | ---- | ---- | ---- | ---- | ---- |
| 885  | ↘595 | ↘592 | ↘541 | ↘529 | ↘493 | ↘463 |

## Состав сельского поселения
| №  | Населённый пункт | Тип населённого пункта          | Население (2010) |
| -- | ---------------- | ------------------------------- | ---------------- |
| 1  | Алексеевка       | деревня                         | ↘0               |
| 2  | Вашкино          | деревня                         | ↘13              |
| 3  | Верещагино       | деревня                         | ↘3               |
| 4  | Гаврилищи        | деревня                         | ↘2               |
| 5  | Иваново          | деревня                         | ↘0               |
| 6  | Козлиха          | деревня                         | ↘5               |
| 7  | Луполово         | деревня                         | ↘7               |
| 8  | Луполово         | деревня станции                 | 3                |
| 9  | Макарово         | деревня                         | ↘4               |
| 10 | Михайловская     | деревня                         | ↘9               |
| 11 | Мордвиново       | деревня                         | ↘71              |
| 12 | Мугреевский Бор  | посёлок                         | ↘25              |
| 13 | Неверово-Слобода | деревня, административный центр | ↗260             |
| 14 | Никулино         | село                            | ↘67              |
| 15 | Новое Грибово    | деревня                         | 2                |
| 16 | Осинки           | деревня                         | ↘10              |
| 17 | Панино           | деревня                         | ↘1               |
| 18 | Пурешка          | деревня                         | 6                |
| 19 | Рыково           | деревня                         | ↘1               |
| 20 | Сезух            | деревня                         | 94               |
| 21 | Старый Сезух     | деревня                         | ↘1               |
| 22 | Ушево            | деревня                         | ↘2               |
| 23 | Филенково Первое | деревня                         | ↘0               |
| 24 | Филенково Второе | деревня                         | ↘0               |
| 25 | Шалганово        | деревня                         | ↘5               |
| 26 | Шихири           | деревня                         | ↘1               |
| 27 | Якушево          | деревня                         | ↘3               |